# Зебра (музичка група)
Зебра је био југословенски и српски рок бенд из Београда.

## Историјат
Бенд је 1976. године основао бубњар Ратислав Ђелмаш. Током шездесетих и почетком седамдесетих година Ђелмаш је био члан бендова Анђели, Хендриксова деца, Моби Дик и Феликс. Године 1972. постао је члан групе Поп машина, током лета исте године наступао са Силуетама, а у јесен 1972. године постао члан YU групе. Са групом је провео четири године, снимио три албума, а истовремено био успешни возач тркачких аутомобила. Након што је напустио YU групу 1976. године, основао је бенд Зебра. Први састав Зебре поред Ђелмаша чинили су Анка Лазаревић (вокал), Мирослав Стаменковић (труба) и Карољ Бураи (саксофон). Наредних година велики број музичара био је у саставу бенда, укључујући гитаристу Ненада Нелета Стаматовића (касније члан бендова Булевар и Бајага и Инструктори) и Жељка Николића (касније оснивач бенда Розе позе).
Први ЕП бенда Зебра под називом Игра објављен је 1977. године под окриљем издавачке куће ЗКП РТЉ, а продуцирао га је Иво Умек. Све песме компоновао је Ђелмаш, а текстове је написао Душан Прелевић. Током исте године, бенд је наступао на шестом Бум фестивалу, а њихове песме Телефон и Моја мала зебра доспеле су на компилацију под називом BOOM 77. Године 1978. бенд је објавио два сингла.
Године 1979. бенд је објавио студијски албум под називом Кажу да такав је ред. Албум је снимила тадашња постава коју су чинили Раша Ђелмаш (бубњеви), Анка Лазаревић (вокал), Бата Радовановић (клавијатуре), Жељко Николић (гитара) и Зоран Бартуловић (бас гитара). Све песме са албума компоновао је Ђелмаш, текстове је написао Лазаревић, изузев песме Шарена лажа, коју је написао Душко Трифуновић. Поред посла бубњара, Ђелмаш је на абулу певао, свирао синтизајзер и користио удараљке. Албум је продуцирао Никола Борота Радован, а омот са темом научне фантастике и стрип дизајнирао је Владета Андрић. Музички критичари су албум оценили углавном негативно, највише због Лазаревићевих текстова. Убрзо након објављивања албума, бенд је расформиран.
Након престанка рада бенда Зебра, Ђелмаш је објавио соло албум Hot rock 1982. године. Текстове за албум написао је Лазаревић, који је такође учествовао као позадински вокалиста на песмама. Након тога, Ђелмаш је престао да се бави музиком и посветио аутомобилизму. Године 1989. вратио се у YU групу, са којом је снимио још два албума.

## Дискографија

### Студијски албуми
- Кажу да такав је ред (1979)

### ЕП-ови
- Игра  (1977)

### Синглови
- "Моја мала зебра" / "Шумадинка плава" (1978)
- "Ма ко си ти" / "Мотор" (1978)

### Гостовања на компилацијама
- "Телефон" / "Моја мала зебра" (BOOM '77, 1977)